# Il disertore (pel·lícula de 1983)
Il disertore és una pel·lícula italiana de guerra dramàtica de 1983 dirigida per Giuliana Berlinguer. Està basat en la novel·la homònima de Giuseppe Dessì. Es va presentar a la competició al 40a edició del Festival Internacional de Cinema de Venècia .

## Argument
Uns anys després de la fi de la Primera Guerra Mundial, en un poble del sud de Sardenya anomenat Cuadu (Villacidro). Mariangela Eca, una senyora pobra i desheretada que havia perdut els seus dos fills, Saverio i Giovanni, durant la guerra, aporta tots els seus estalvis a la recaptació de fons per al memorial de guerra i, per tant, més que els propietaris més rics del poble. Ella, que sempre s'havia mantingut allunyada de les celebracions de la victòria, es retira en el seu silenci solitari. Ningú ho sap, excepte el capellà Coi en confessió, però el seu fill Saverio era un desertor, es va escapar del front i va tornar al poble per amagar-se i morir al bosc de Baddimanna. Mariangela Eca s'esforça per mantenir per a ella aquesta veritat que es contradiu per sempre amb el nom de Saverio inscrit al monument al costat dels altres morts de Cuadu.

## Repartiment
- Irene Papas com a Mariangela
- Cristina Maccioni com a Pietrina
- Omero Antonutti com a Don Coi
- Enrico Pau com a mossèn Pau
- Antonio Cipriato com a Roberto Manca
- Salvatore Mossa com Francesco Isalle
- Mattia Sbragia com Saverio
- Isella Orchis com a Lica
- Adolfo Lastetti com a Urbano Costai
- Franco Noè com a Dante Taverna
- Piero Nuti com Alessandro Comina